# Szczaw wodny
Szczaw wodny (Rumex aquaticus L.) – gatunek rośliny z rodziny rdestowatych. Występuje na rozległych obszarach Europy i Azji, z wyjątkiem południowych części tych kontynentów. W Polsce dość rzadko na niżu i w niższych położeniach górskich, bardzo rzadki na ziemi lubuskiej, w Wielkopolsce i na Mazowszu.

## Morfologia

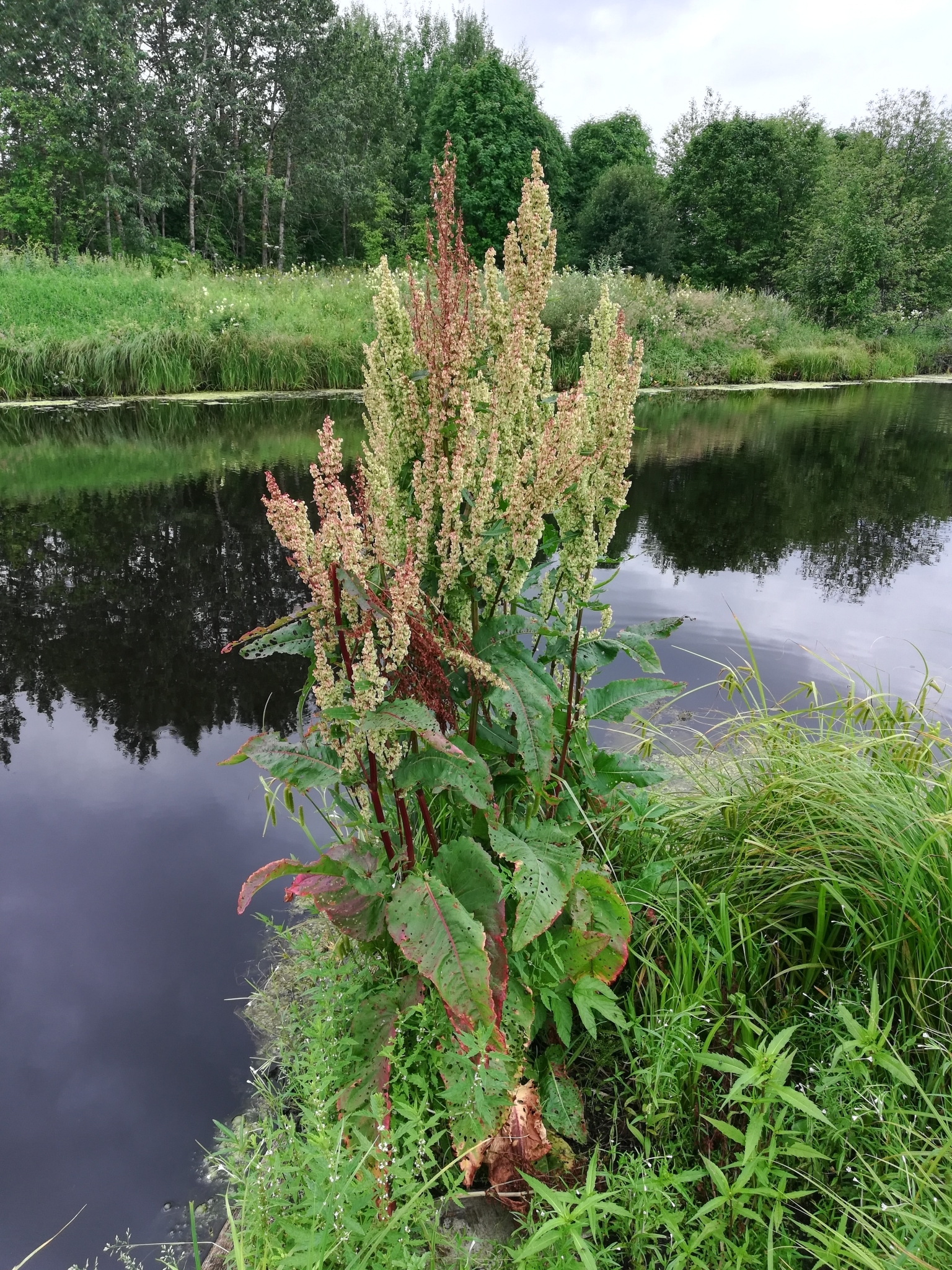
Pokrój

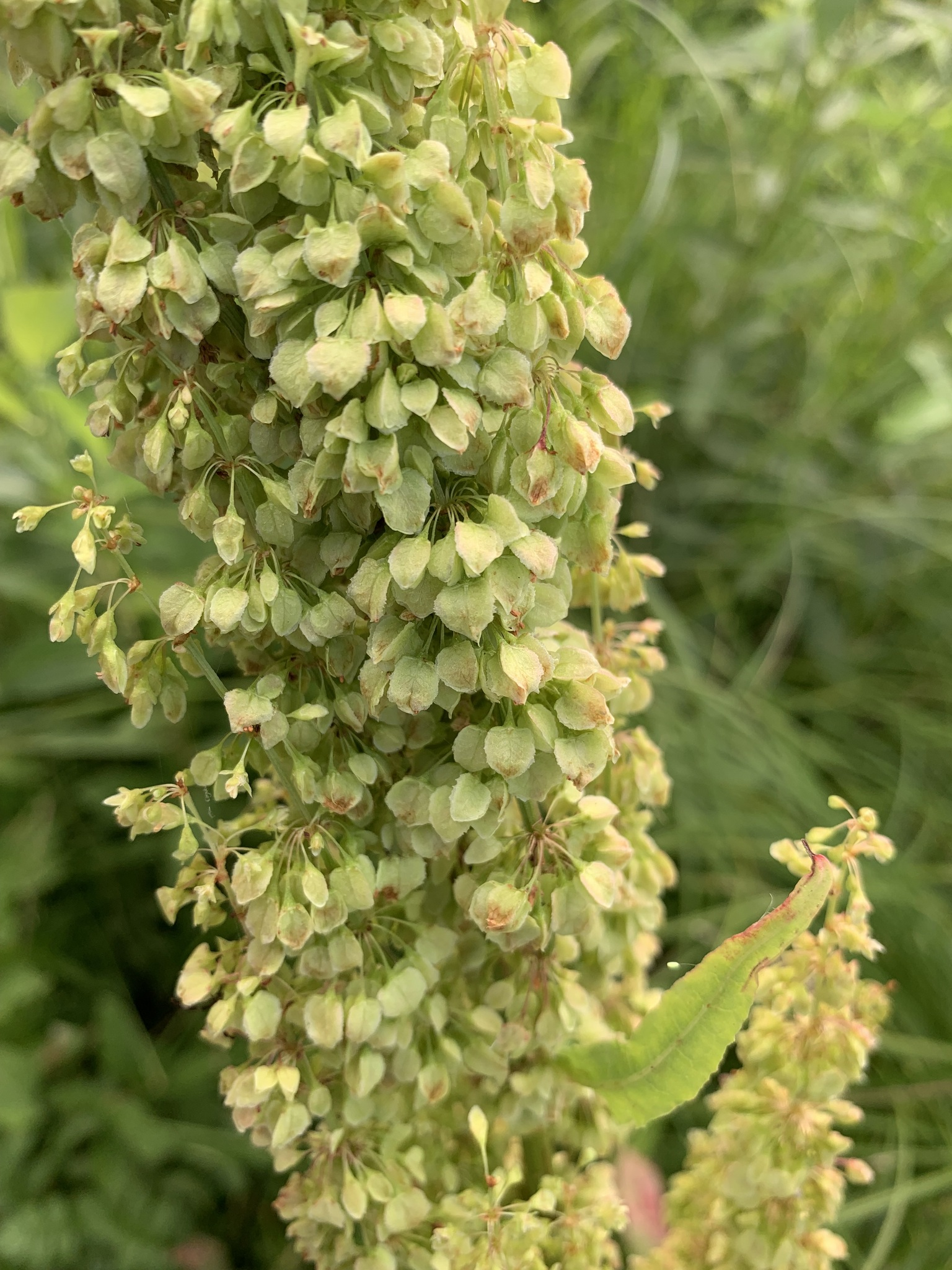
Owoce

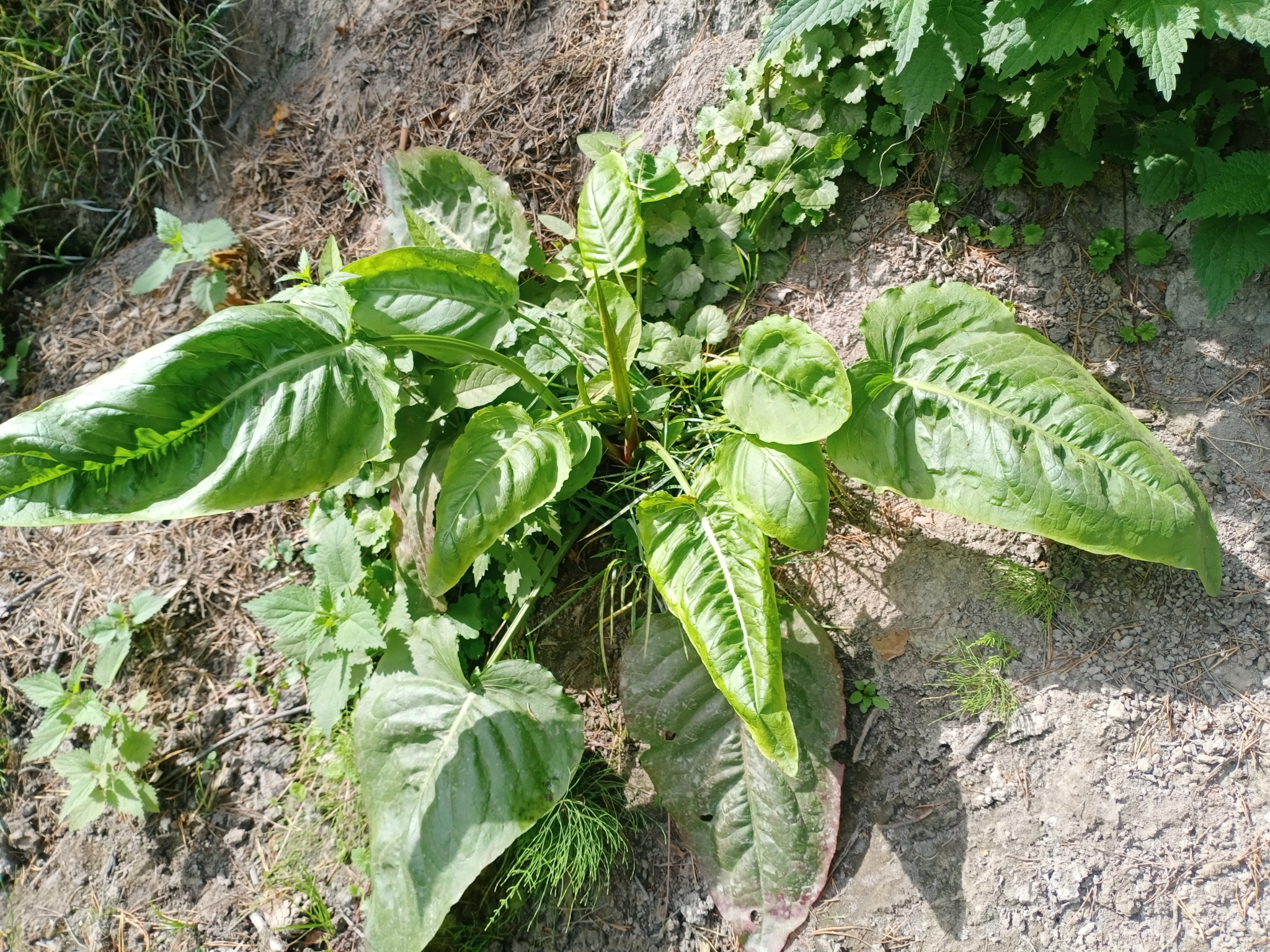
Liście

PokrójOkazała bylina o wysokości 90–175 cm.
LiścieOdziomkowe długie do 50 cm, prawie dwa razy dłuższe od szerokości, podługowato-jajowate, zaostrzone z głęboko sercowatą i zaokrągloną nasadą. Na brzegach faliste. Górne liście jajowatolancetowate ze ściętą nasadą. Ogonki liściowe górą rynienkowate.
KwiatyKwiaty obupłciowe, drobne, zebrany w gęsty kwiatostan, w dolnej tylko części nieco ulistniony. Okwiat złożony z 6 działek w dwóch okółkach, szyjki słupka wolne. Wewnętrzne działki okwiatu są szerokotrójkątniejajowate, całobrzegie, bez guzków. Mają siatkowatą nerwację ze słabo uwydatnonymi głównymi nerwami. Zewnętrzne, przylegające działki okwiatu mają długość 2–3 mm.

## Biologia i ekologia
Bylina, hydrofit, hemikryptofit. Kwitnie od lipca do sierpnia. Siedlisko: brzegi wód stojących i płynących, szuwary trzcinowe, również łąki. Liczba chromosomów 2n = 200(140).

## Zmienność
Tworzy mieszańce z szczawiem domowym, sz. gajowym, sz. kędzierzawym, sz. lancetowatym (R. x heterophyllus), sz. skupionym, sz. tępolistnym.